# La Roche-sur-Grane
La Roche-sur-Grane è un comune francese di 161 abitanti situato nel dipartimento della Drôme della regione dell'Alvernia-Rodano-Alpi.

## Società

### Evoluzione demografica
Abitanti censiti